# Sevan FC
Junior Sevan FC is een Armeense voetbalclub uit Sevan in de provincie Gecharkoenik.
In 2018 werd de club opgericht als voetbalschool. In het seizoen 2018/19 debuteerde Junior Sevan in de Aradżin chumb waar de club direct kampioen werd. 89 25 juni 2019 maakte de club bekend dat het de naam veranderde in Sevan FC.

## Erelijst
- Aradżin chumb: 2018/19

FA Alasjkert · 
Ararat Jerevan · 
FC Ararat-Armenia ·
BKMA ·
Gandzasar Kapan ·
FC Noah ·
FC Pjoenik Jerevan · 
Sjirak Gjoemri ·
FC Urartu ·
FC Van ·
FC West Armenia